# Günther Orth
Günther Orth (geboren 1963 in Ansbach) ist ein deutscher Arabist, Dolmetscher und literarischer Übersetzer. Er dolmetscht sowohl vom Arabischen ins Deutsche als auch in umgekehrter Richtung für Politiker, Wissenschaftler und Künstler aus der arabischen Welt und Deutschland. Daneben ist er vor allem für seine Übertragungen von Romanen zeitgenössischer arabischer Schriftsteller aus Syrien, Palästina oder dem Sudan bekannt.

## Leben und Schaffen
Orth studierte Islamwissenschaft, Geografie und Soziologie an der Universität Erlangen von 1983 bis 1990. Daneben eignete er sich die arabische Sprache auch durch Studien in Kairo, Damaskus und dem Jemen in teilweise langjährigen Aufenthalten an und legte an der Universität Leipzig die Prüfung als Übersetzer für Arabisch ab. Von 1989 bis 2000 war er als Dozent für arabische Sprache an verschiedenen deutschen Universitäten tätig und unterrichtete Übersetzungswissenschaft an der Universität Sanaa im Jemen sowie am Fachbereich Translations-, Sprach- und Kulturwissenschaft der Universität Mainz in Germersheim. 1996 promovierte er an der FU Berlin über die moderne Literatur des Jemen. Daraufhin erschien seine Darstellung der modernen Kurzgeschichte im Jemen unter dem Titel Die Farbe des Regens; 2004 entstand ein Artikel Orths über diese Literatur für die Neue Zürcher Zeitung und das online Portal qantara.de.
Seit 2001 arbeitet Orth auch als freier Simultandolmetscher ins Deutsche und ins Arabische und ist durch Fachvorträge und Artikel zum Thema Übersetzen und Dolmetschen hervorgetreten.  Seine inhaltlichen Schwerpunkte liegen dabei auf den Gebieten aktuelle Politik, Geisteswissenschaften, Kunst und Kultur. Weiterhin übersetzte er neben zahlreichen anderen Filmen auch die Dialoge der BBC-Serie „Baghdad Central“ (deutsch: „Bagdad nach dem Sturm“, ARTE 2021).
Auf die Frage nach den besonderen Schwierigkeiten des Übersetzens vom Arabischen ins Deutsche nannte Orth die zahlreichen religiösen und alltagskulturellen Aspekte, die im Original lediglich angesprochen werden. In der Übersetzung muss der Übersetzer diese hingegen deutlicher darstellen, damit die Lesenden sie verstehen. Weiterhin kennzeichnete er die Aufgabe des Übersetzers wie folgt: „Man muss kreativ werden, um literarische Kunstgriffe so elegant und genau wie möglich zu übertragen, ohne dass es in der Zielsprache gezwungen oder befremdlich klingt. Viele Metaphern funktionieren im Deutschen nicht, also muss ich sie umformulieren. Es ist ein Prozess fast endloser Entscheidungsfindungen.“

## Übersetzungen (Auswahl)
- Adania Shibli: Eine Nebensache. Berenberg Verlag 2022
- Abdelaziz Baraka Sakin. Der Messias von Darfur. Edition Orient 2021
- Chaza Charafeddine. Beirut für wilde Mädchen. Edition Converso 2021
- Galal Alahmadi. Die Leere der Vase. Gedichte Deutsch-Arabisch. Aus dem Arabischen übersetzt von Leila Chammaa und Günther Orth. Secession 2020
- Yassin al-Haj Saleh. Freiheit: Heimat, Gefängnis, Exil und die Welt. Matthes & Seitz 2020
- Fawwaz Haddad. Gottes blutiger Himmel. Aufbau Verlag 2013[7]
- Gesichter und Orte. Moderne Erzählungen aus dem Jemen. Berlin 2004. ISBN 978-3-00-012962-9.

## Eigene Publikationen
- Die Farbe des Regens. Entstehung und Entwicklung der modernen jemenitischen Kurzgeschichte. Klaus Schwarz Verlag 1997. Arabische Fassung: Dirāsāt fī al-qiṣṣah al-Yamanīyah al-qaṣīrah, Sanaa 2004
- Rezension des Buchs von Burkhard Hofmann: Und Gott schuf die Angst: Ein Psychogramm der arabischen Seele.[8]